# Philippe Cattiau
Philippe Cattiau (Saint-Malo, 28 de julho de 1892 – 18 de fevereiro de 1962) foi um esgrimista francês, tricampeão olímpico.
Philippe Cattiau representou seu país nos Jogos Olímpicos de Verão de 1920 a 1936. Conseguiu oito medalhas no florete e na espada.